# Маріо Хосе Гарсія
Маріо Хосе Гарсія (ісп. Mario José García, 15 липня 1983) — іспанський ватерполіст.
Учасник Олімпійських Ігор 2008, 2012 років.
Призер Чемпіонату світу з водних видів спорту 2007, 2009 років.